# Рентельн, Теодор Адриан фон
Теодор Адриан фон Рентельн (нем. Theodor Adrian von Renteln; бел. Тэадор Адрыян фон Рэнтэльн; 15 сентября 1897 года, Ходцы (Сенненский уезд Могилевской губернии), Российская империя — 1946, СССР), последний владелец имения Ходцы, национал-социалистский функционер и политик, генеральный комиссар Литвы (1941—1945), доктор экономики и права.

## Биография

### Происхождение
Родился в белорусской дворянской семье Рентельнов Могилевской губернии немецкого происхождения. Потомок Витебского Губернатора и майора — Георга III фон Рентельна. Под именем Федор фон Рентель XVIII стал последним владельцем имения Ходцы.
Местный старожил, рассказывая о прошлом деревни, ссылался на воспоминания своих предков. А те о помещике отзывались как раз-таки положительно. Говорили, что он отличался уважительным отношением к крепостным, был добрым, за хороший труд вознаграждал сельчан. Кроме того, характеризовался как крепкий и дальновидный хозяйственник: при нём здесь появились овощесушильные и крахмальные цеха, пилорама, фермы, птичник.
Рос в непосредственном окружении белорусского большинства, понимал и использовал белорусские говоры.

### На службе в Российской империи и Гетманской Армии
С 1905 до 1917 года посещал немецкую подготовительную школу и городскую гимназию Риги и Тарту. С июля по октябрь 1916 г. учился в Александровском лицее в Петербурге. Был призван в армию, служил в Изюмском гусарском полку. В 1918 году служил в гетманской армии, офицер связи в штабе главного командования группы войск «Киев».

### В эмиграции в Германии
в 1918 году эмигрировал в Германию. В 1920—1924 гг. изучал национальную экономику и юриспруденцию в Берлинском и Ростокском университетах. В своей университетской автобиографии указал в качестве родного города Mohilew (транскрипция сделана по белорусскому произношению). В 1924 году получил звание доктора экономики и права. С 1924 до 1929 года работал свободным журналистом, сотрудничал в прессе по экономическим и внутриполитическим вопросам. Ещё будучи студентом, примкнул к молодёжному нацистскому движению.
В 1928 году вступил в НСДАП и СА и стал руководителем областной организации Национал-социалистского союза студентов (NS-Deutsche Studentenbund, NSDStB). С 17 ноября 1929 до 16 июня 1932 года — имперский руководитель Национал-социалистического союза учащихся (NS-Schülerbund). С 30 октября 1931 года до 16 июня 1932 года одновременно был имперским руководителем гитлерюгенда и руководителем Национал-социалистического союза студентов.
С 16 июня 1932 года — референт по финансам и кредитной системе, затем — руководитель Управления по экономической политике в Главном управлении IV (Экономика) Имперского руководства НСДАП. Одновременно с 1932 по 1933 год также был руководителем Национал-социалистического боевого союза промышленного среднего сословия (NS-Kampfbundes des gewerbliehen Mittelstandes).
В 1932, 1933, 1936 и 1938 гг. избирался депутатом Рейхстага от Потсдама.
3 мая 1933 года был избран председателем Имперского союза немецкой индустрии (Reichsverband der Deutschen Industrie, RDI).
29 марта 1933 года вошёл в состав комитета, руководившего организацией бойкота еврейских торговых предприятий.
С 1933 по 1935 год был президентом Национал-социалистской ремесленно-торгово-промышленной организации (Nationalsozialistischen Handwerks-, Handels-, und Gewerbeorganisation, NS-HAGO), одного из формирований НСДАП, в 1935 году ставшей составной частью Германского трудового фронта (ДАФ) (Deutschen Arbeitsfront, DAF). На этих постах Рентельн активно участвовал в организации кампаний против еврейских универсальных магазинов в Третьем рейхе. С 6 января 1934 года был начальником штаба ДАФ, одновременно являлся также председателем Высшей дисциплинарной палаты ДАФ, руководителем Института прикладной экономики Лейпцигского университета, руководителем Управления ремесла и торговли Имперского организационного управления НСДАП, начальником Главного управления торговли и ремёсел в Центральном бюро ДАФ, президентом Немецкого союза кооператоров (Deutsche Genossenschaftsverband). С 1939 года был также членом Национал-социалистической академии германского права (NS-Akademie für Deutsches Recht), а в 1940 году стал начальником Главного управления торговли и ремёсел Имперского руководства НСДАП («Hauptamtsleiter Handel und Handwerk in der Reichsleitung der NSDAP»), рейхсхауптамтсляйтер НСДАП.
После нападения Германии на СССР и создания 17 июля 1941 года Имперского министерства по делам восточных оккупированных территорий Рентельн был переведён в его аппарат и в августе 1941 года был назначен генеральным комиссаром Литвы в составе Рейхскомиссариата «Остланд».

### Генеральный Комиссар Литвы
Приступая к исполнению своих обязанностей, генеральный комиссар Литвы Т. А. фон Рентельн в первой своей речи определил создавшееся правовое положение. Он издал распоряжение, которое ограничило государственную деятельность Временного Правительства Литвы: запретил праздновать народные праздники, вывешивать национальные флаги и предложил членам правительства принять титулы советников генерального комиссара. ВПЛ не приняло этого предложения. Тогда, 5 августа 1941 г., генеральный комиссар Литвы д-р Т.-А. фон Рентельн официально заявил, что с этого дня, Временное правительство Литвы прекращает свою деятельность. Правительство Германии, руководствуясь условиями военного времени, приказало принять всю гражданскую власть в Литве немецким сотрудникам и представителям гражданской администрации.
В начале 1942 года Теодор Адриан фон Рентельн, подчиненный Розенберга, официально поддержал кандидатуру Якуба Шинкевича на пост муфтия Литвы

Из показаний Фридриха Еккельна:
«В Литве генеральным комиссаром был д-р [Адриан Теодор] фон Рентельн. Балтийский немец, он глубоко презирал литовский народ и смотрел на страну и людей только как на объект для эксплуатации. Помощником Рентельна являлся областной руководитель „гитлерюгенд“ Набусбергер. Это был самонадеянный, жестокий человек, очень плохо относящийся к литовцам. Он использовал свое положение для своих материальных выгод. Рентельн и Набусбергер были трусами и сбежали в Германию, как только положение стало опасным.»
Как генеральный комиссар, нёс ответственность за реализацию немецкой оккупационной политики на территории Литвы, убийства советских граждан во время германской оккупации. Выдан советским властям, осуждён к смертной казни. Повешен как военный преступник.